# Herbertus lobatus
Herbertus lobatus là một loài rêu tản trong họ Herbertaceae. Loài này được (Stephani) Demaret miêu tả khoa học lần đầu tiên năm 1942.